# Libuše Moníková
Libuše Moníková, född 30 augusti 1945 i Prag, död 1998 i Berlin, var en tjeckisk författare som skrev på tyska.

## Liv
Moníková växte upp i Prag där hon studerade engelska och tyska vid Karlsuniversitetet. Efter studierna reste hon till Göttingen på ett ettårigt stipendium men kom så småningom att gifta sig med en tysk och bosätta sig permanent i landet. År 1970 avlade hon doktorsexamen på en avhandling om Shakespeares Coriolanus och dess adaptation av Bertolt Brecht, skriven under handledning av Eduard Goldstücker. Därefter undervisade hon ett antal år i litteraturvetenskap vid universiteten i Kassel och Bremen innan hon 1981 gjorde sin skönlitterära debut med novellen Eine Schädigung varpå hon ägnade sig helt åt författarskap.

## Författarskap
Till sina främsta litterära influenser räknade Moníková först, under uppväxtåren, ryska författare, i synnerhet Fjodor Dostojevskij, och senare, efter att hon själv börjat skriva, Franz Kafka och Arno Schmidt. Hennes litterära produktion präglas tydligt av såväl Kafkas stil som hennes tjeckiska bakgrund: hon skrev gärna om hemstaden Prag och om händelser i Tjeckiens moderna historia såsom Pragvåren och den efterföljande sovjetiska ockupationen. Trots detta rönte hennes författarskap länge föga uppmärksamhet i hemlandet.
Hon erhöll en rad priser, däribland Alfred Döblin-priset för sin andra roman, Fasaden, som även blev hennes genombrott. 1991 tilldelades hon Adelbert von Chamisso priset.